# Rathaus (Kottenbrunn)

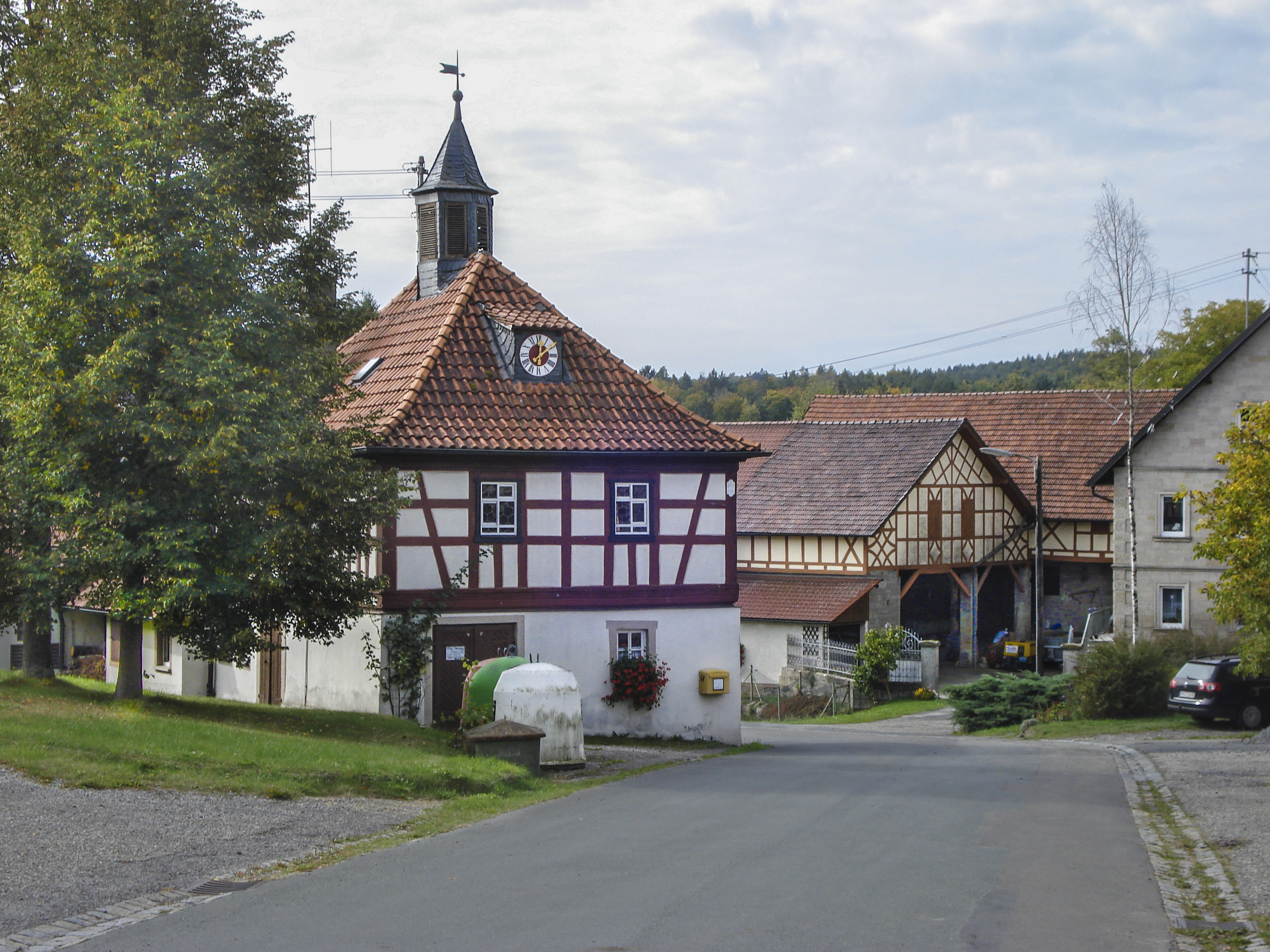
Ehemaliges Rathaus in Kottenbrunn

Das Rathaus in Kottenbrunn, einem Stadtteil von Königsberg in Bayern im unterfränkischen Landkreis Haßberge, wurde 1786 errichtet. Das ehemalige Rathaus mit der Adresse Kottenbrunn 15 ist ein geschütztes Baudenkmal. 
Der zweigeschossige Walmdachbau mit Fachwerkobergeschoss hat einen sechseckigen Dachreiter, der von einem Zeltdach mit Wetterfahne bekrönt wird. In einer Gaube ist eine Uhr eingebaut. Die Fenster und Eingangstüren sind mit Sandsteinrahmungen versehen. 
Das Gebäude wird seit einigen Jahren als Wohnhaus genutzt.